# Calle 8 (Tranvía de San Diego)
La Calle 8 es una estación del Trolley de San Diego localizada en San Diego, California funciona con la línea Azul. La estación norte de la que procede a esta estación es Pacific Fleet y la estación siguiente sur es la Calle 24.

## Zona
La estación se encuentra localizada entre la Calle 8 y la E Harbor Dr muy cerca de la Autovía San Diego y la Base Naval de San Diego.

## Conexiones
Las líneas de buses que sirven a esta estación son los autobuses de las Rutas 932, 955, 962 y 963.